# Cosmophasis lami
Cosmophasis lami là một loài nhện trong họ Salticidae.
Loài này thuộc chi Cosmophasis. Cosmophasis lami được Berry, Joseph A miêu tả năm 1997. Beatty & Jerzy Prószyński. Loài này đã được phát hiện tại Đông Nam Á, Thái bình Duơng,  Nhật Bản và Seychelles.